# Cidade-polo
Cidade polo são cidades do interior distantes das grandes capitais que se destacam dentre os demais núcleos urbanos menores e exercem grande influência em seu entorno. Tais cidades geralmente possuem mais de 500 mil habitantes, considerada pelo IPEA como cidades grandes, mas também podem fazer parte desse conceito sítios urbanos com menos de 500 mil habitantes. Essas cidades são consideradas verdadeiras capitais ou capitais regionais segundo o IBGE (Instituto Brasileiro de Geografia e Estatística), devido ao forte comércio e prestação de serviços.
Outro conceito que podemos considerar para cidade polo seria em relação a produção de algo ou concentração de indústrias. Essas podem ser cidades pequenas ou até grandes. Podemos exemplificar o caso de Ribeirão Preto, com mais de 500 mil habitantes, localizada no interior de São Paulo, a cidade pode se destacar em ambos os conceitos, na prestação de serviços e na produção de etanol, assim a cidade paulista pode ser considerada cidade polo no setor sucroalcooleiro em relação ao segundo conceito. Outro Exemplo no interior Paulista é a cidade de Franca que além de ser polo industrial de calçados é também polo no ramo de Tecnologia da Informação e E-Commerce. 